# Appendicula xytriophora
Appendicula xytriophora är en orkidéart som beskrevs av Heinrich Gustav Reichenbach. Appendicula xytriophora ingår i släktet Appendicula och familjen orkidéer. Inga underarter finns listade i Catalogue of Life.